# Старквил (Колорадо)
Старквил (енгл. Starkville) град је у америчкој савезној држави Колорадо.

## Демографија
По попису из 2010. године број становника је 59, што је 69 (-53,9%) становника мање него 2000. године.
| Група             | 2000.      | 2010.      |
| Белци             | 32 (25,0%) | 15 (25,4%) |
| Афроамериканци    | 0 (0,0%)   | 0 (0,0%)   |
| Азијати           | 0 (0,0%)   | 1 (1,7%)   |
| Хиспаноамериканци | 82 (64,1%) | 43 (72,9%) |
| Укупно            | 128        | 59         |